# HD 117618
HD 117618 ist ein 124 Lichtjahre von der Erde entfernter Gelber Zwerg mit einer Rektaszension von 13h 32m 25s und einer Deklination von −47° 16' 16". Er besitzt eine scheinbare Helligkeit von 7,2 mag. Im Jahre 2004 entdeckte Paul Butler einen extrasolaren Planeten, der diesen Stern umkreist. Dieser trägt den Namen HD 117618 b.